# Wrongel

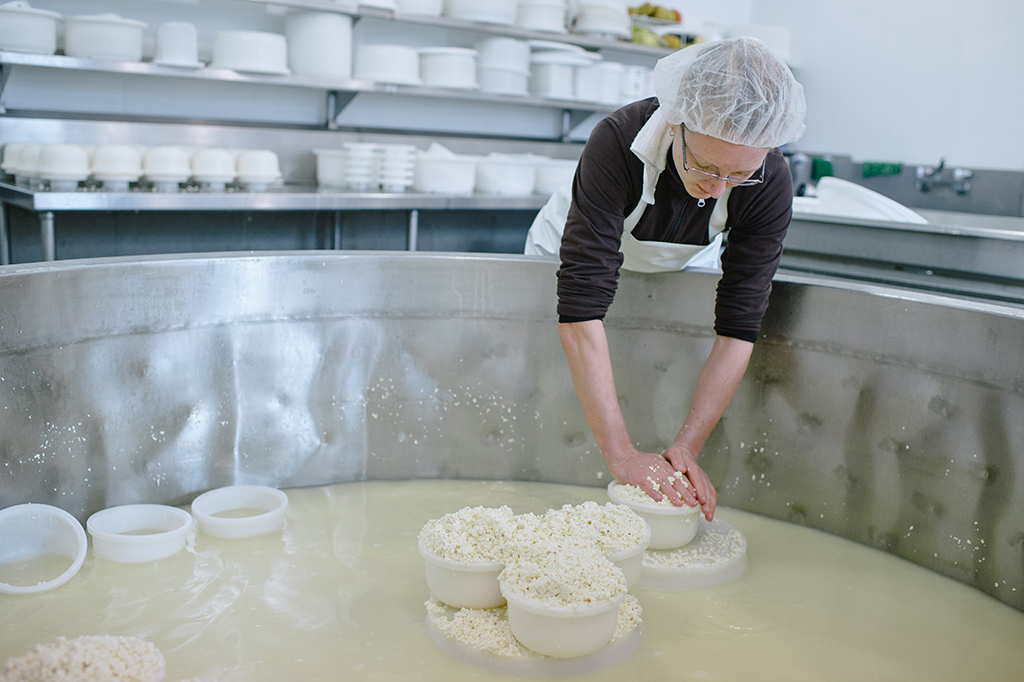
Wrongel

Bij het maken van kaas is de wrongel de massa van de door stremsel of zuursel samengeklonterde eiwitten uit de melk die het eerste stadium van de kaas vormen. De wrongel is wit van kleur. Om kaas te maken, wordt de wrongel in een vochtdoorlatende doek of een kunststof netje verpakt en in een vorm gelegd.
Voor het maken van harde kaas wordt de wrongel tijdens de kaasbereiding sterk samengeperst met een kaaspers, zodat zo veel mogelijk vocht wordt uitgedreven. Aan de kaaspers kunnen gewichten worden gehangen. Een hefboom brengt de kracht over op de wrongel in de kaasvorm.